# Doerak

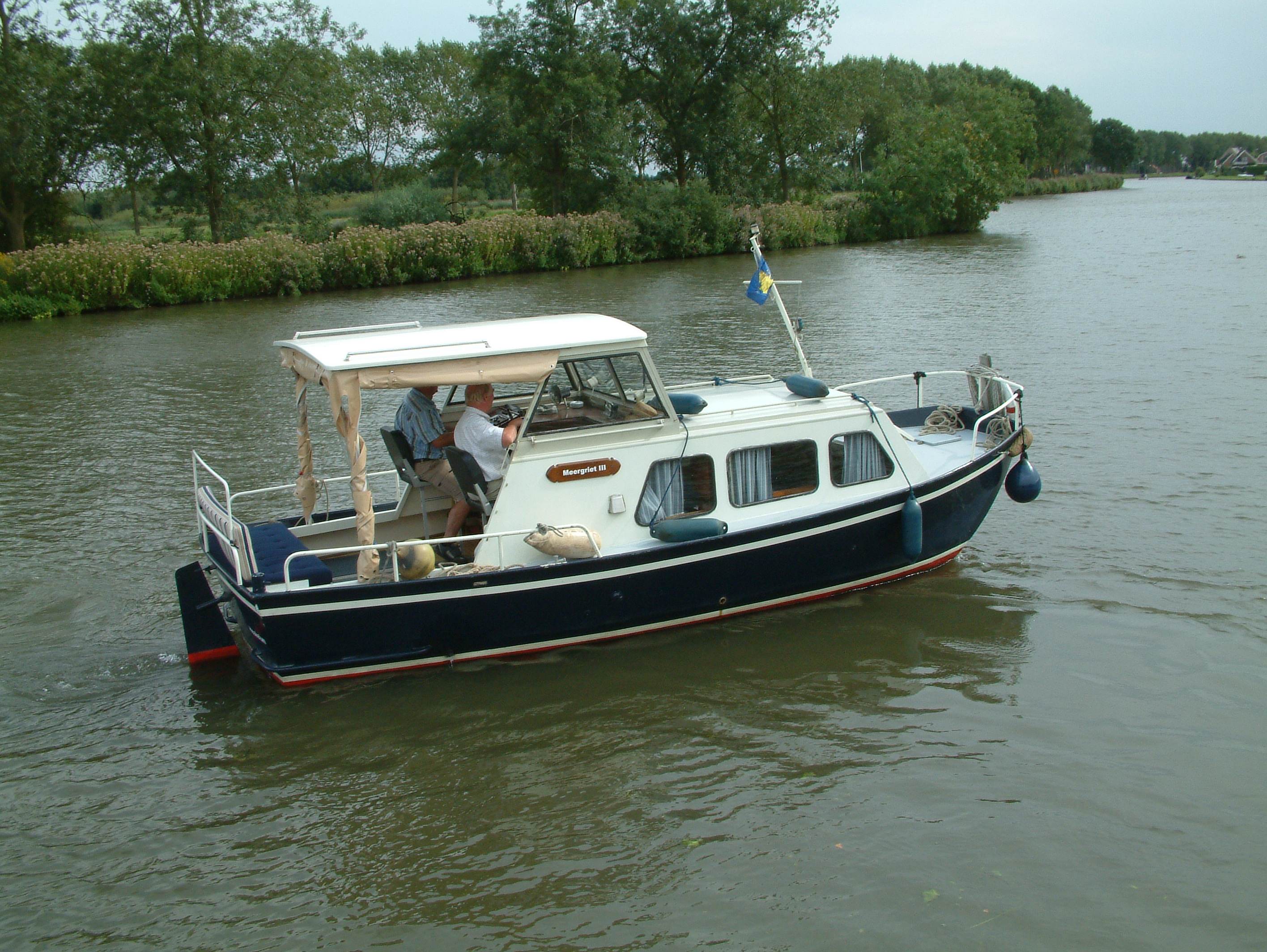
Doerak 700 stuurboordzijde

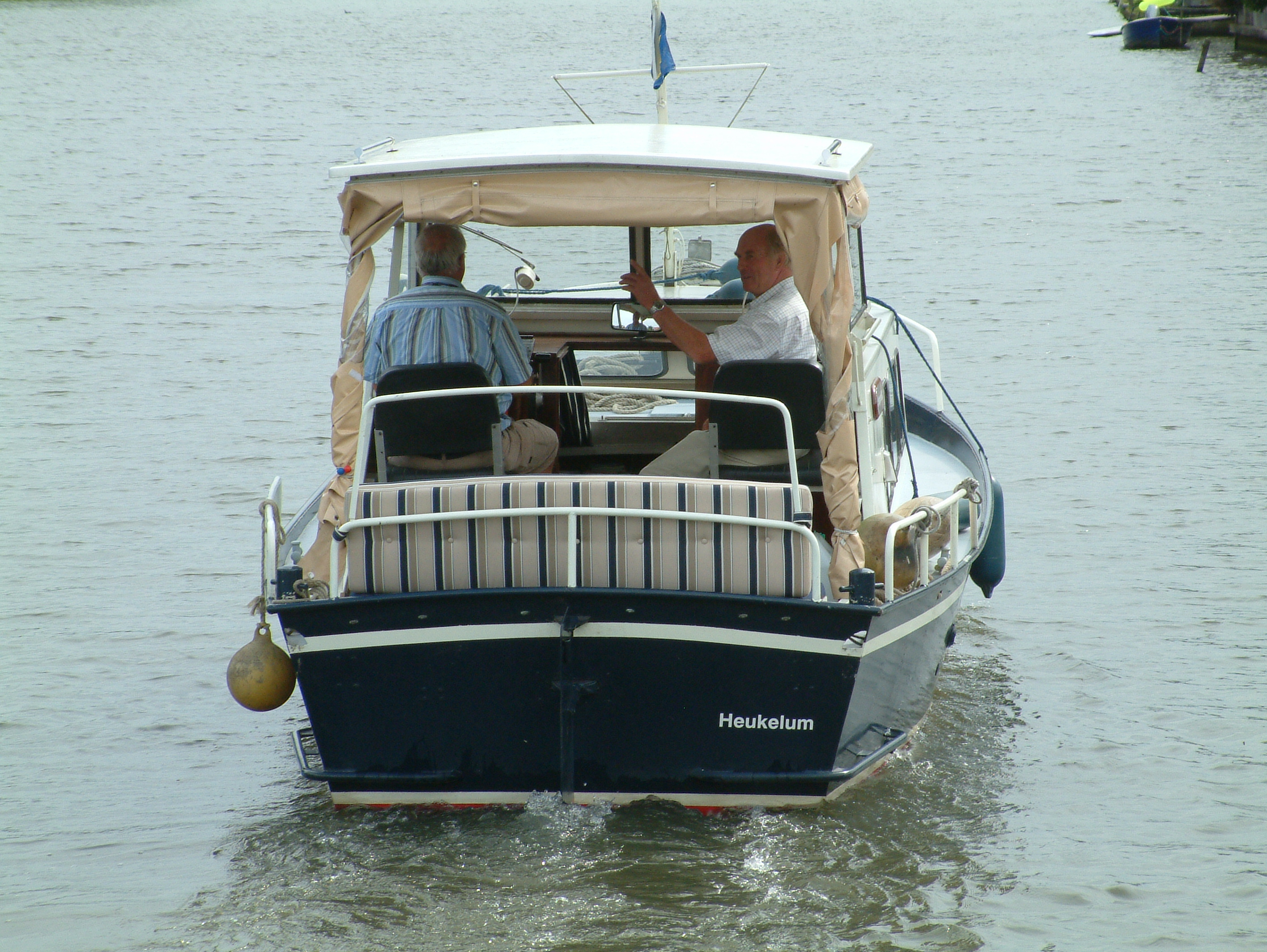
Doerak 700 hek

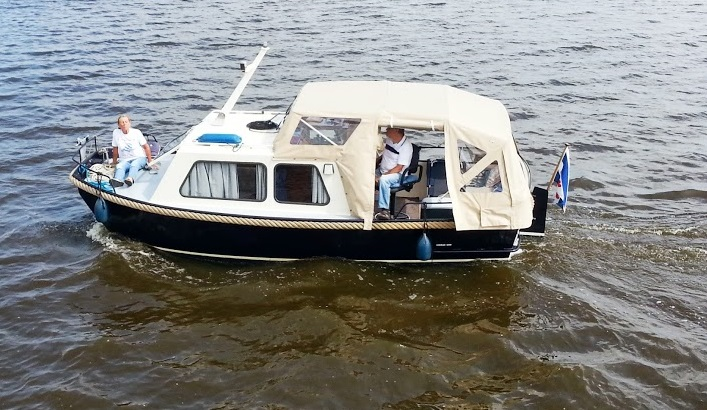
Doerak 600

Een doerak is een type stalen motorboot voor de pleziervaart met een dieselmotor. Het ontwerp komt van ontwerper Dick Lefeber, die het tekende voor de Eista Werf. De naam werd verzonnen door het personeel van de werf. Er waren een stuk of tien alternatieven, maar Doerak sprong er meteen uit. Het proefmodel dat op de HISWA werd gepresenteerd, leverde 19 getekende contracten op. Er zijn van 1964 tot 1982 ongeveer 2500 Doeraks in alle soorten en maten gebouwd. Omdat de werf in Nederhemert-Zuid niet direct aan het water lag, werden de boten op karren gebouwd en na een korte rit over de weg te water gelaten in de Maas.
Dat succes was gebaseerd op de combinatie van:
- goede vaareigenschappen: het type is stabiel en redelijk koersvast, daardoor gemakkelijk te varen. Beginnende schippers kunnen er goed mee overweg
- een combinatie van een lage doorvaarthoogte en een geringe diepgang maakt dat de boot onder de meeste bruggen door kan varen
- ondanks de beperkte maten oogde het interieur voor die tijd ruim
- een gunstige prijs-kwaliteitverhouding door de seriebouw in een korte tijd
- directe levering bij verkoop
- eenvoudig in onderhoud.

In 1964 startte de ontwikkeling met de Doerak 850, die daarna werd gevolgd door successievelijk de Doerak 1050, 950, 700, 750, 780, 650 en 600. De getallen staan voor de lengte in centimeters. Zo waren de afmetingen van de Doerak 650: 6,50x2,73x0,60 meter. Een toevoeging AK staat voor hetzelfde schip, maar dan in plaats van een open kuip een achterkajuit, GSAK staat voor gesloten stuurhuis met achterkajuit, PAV voor Paviljoen, met een achterkajuit over de gehele breedte van het schip, waardoor de gangboorden zijn vervallen. Een vergrote versie werd verkocht onder de naam Marak.
Voor oplopende binnenschippers zijn Doeraks bij koud en nat weer vaak een bron van zorg, omdat de kuip in die situatie vaak met een zeil wordt afgesloten, wat het achteruit kijken lastig en dus onveiliger maakt.
De werf bouwde naast schepen als de Doerak ook de Karbouw, Krammer, Rogger en Banjer.  

## Andere betekenissen
- Doerak is in het Nederlands een familiair woord voor: loeder, gemeen sujet (= persoon, maar veelal ongunstig); daarnaast ook een liefhebbend woord voor een kind: 'lekker doerakkie', 'lekkere doerak'. Afkomstig inderdaad van het Russische дурак (doerak): domkop.[2]
- Doerak is daarom ook de naam van een kaartspel in Rusland, dat als doel heeft als eerste alle kaarten kwijt te raken. De verliezer die met kaarten in de hand blijft zitten heet de doerak.
- Doerak is ook de naam van de mascotte van het voetbalspel Online Soccer Manager.